# William Kotzwinkle
William Kotzwinkle (Scranton, Pennsilvània, EUA, 22 de novembre de 1943) és un novel·lista, escriptor i guionista infantil i juvenil estatunidenc.
Va guanyar el premi Mundial de Fantasia a la millor novel·la per Doctor Rat el 1977 i també ha guanyat el National Magazine Award per a la ficció. Després de perdre el seu fill acabat de nàixer, el 1975 va escriure Swimmer in the Secret Sea, una novel·la curta de tot just noranta pàgines, que va ser publicada per una revista nord-americana, va guanyar el National Magazine Award Fiction i va ser nominat als guardons del Cercle de Crítics Literaris dels Estats Units. Kotzwinkle també va escriure la novel·la del guió per a ET, l'extraterrestre. També és conegut per les seves més de vint novel·les dedicades a gèneres com el fantàstic o el thriller d'acció i suspens. A més, Kotzwinkle ha publicat també llibres dedicats a un públic infantil i juvenil.
Ha estat casat amb l'autora Elizabeth Gundy des de 1965.

## Publicacions[4]
- L'home ventilador (2011)
- El projecte Àmfora (2006)
- El nedador al mar secret (1974)